# Someren

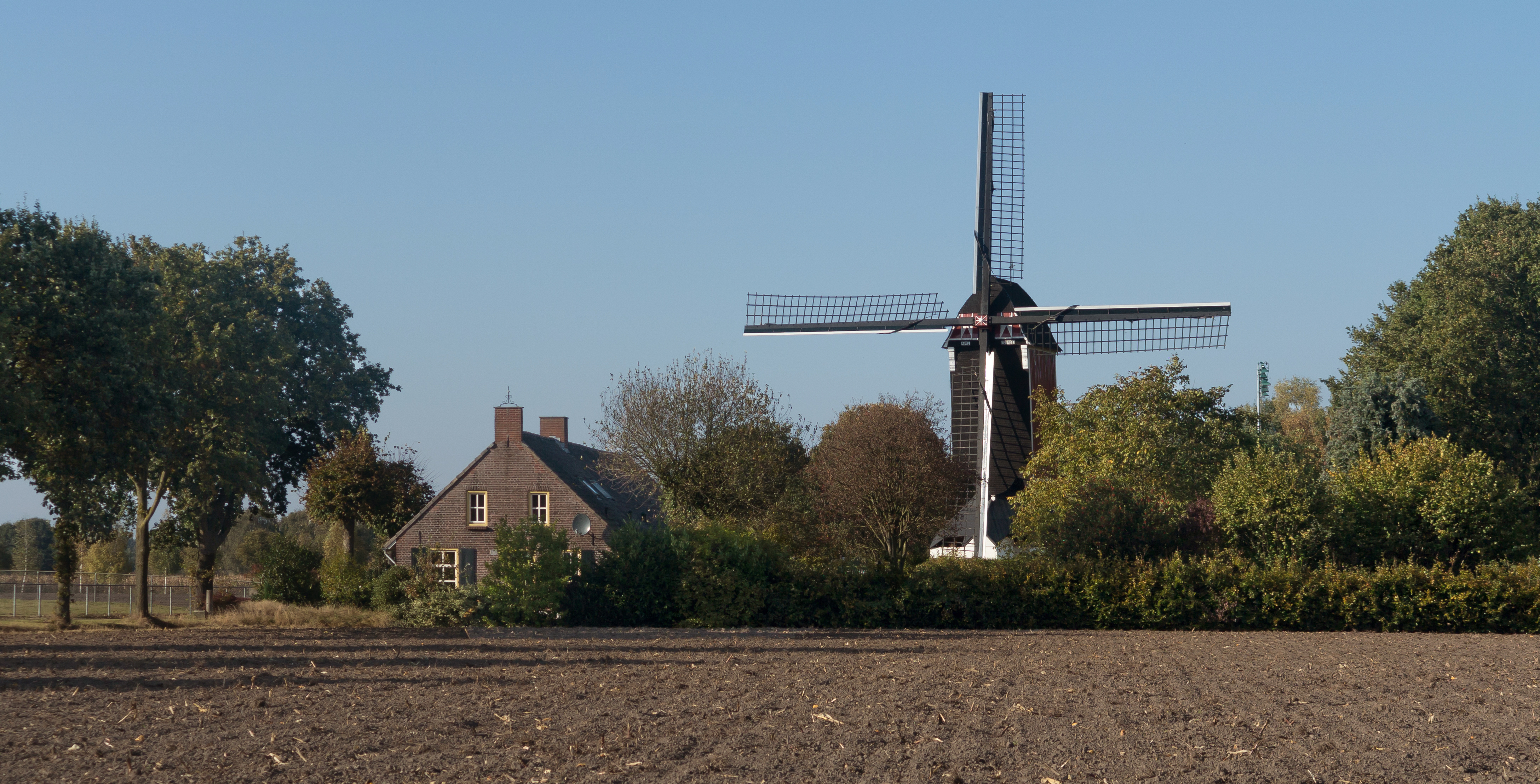
Someren, el molino: standerdmolen Den Evert

Someren es un municipio y una población localizada en el sur de los Países Bajos, en la provincia de Brabante Septentrional. El 30 de abril de 2017 contaba con una población de 19.092 habitantes, sobre una superficie de 81,50 km², de los que 1,2 km² corresponden a la superficie ocupada por el agua, con una densidad de 238 h/km². 

## Núcleos de población
- Someren-Eind
- Someren-Heide
- Someren
- Lierop